# Zoot Allures
Zoot Allures är ett musikalbum av Frank Zappa från 1976. Albumtiteln är en ordvits på det franska uttrycket "Zut alors!", och motsvaras ungefär av svenskans "Fan också!".
Detta är det enda albumet Zappa släppte under Warner Bros som han sedan hamnade i konflikt med. Kontraktet med Warner Bros var dock bara en tillfällighet egentligen, då Zappa redan var i konflikt med sin före detta manager Herb Cohen och DiscReet Records.
Låtarna "Black Napkins" och "Zoot Allures" (titelspåret) är två av Zappas mest välkända. Båda är gitarrdrivna, instrumentala fusionsstycken som Zappa brukade spela gitarrsolon över under konserter. De är också, tillsammans med "Watermelon In Easter Hay" från Joe's Garage, de musikstycken som Zappa kände starkast för, och innan han avled i cancer år 1993 önskade han att ingen skulle framföra dessa stycken igen, förutom hans son Dweezil Zappa.

## Låtlista
Alla låtar av Frank Zappa, om inte annat anges.
Sida ett
1. "Wind Up Workin' In a Gas Station" – 2:29
  - Frank Zappa — gitarr, bas, synth, sång
  - Davey Moire — sång
2. "Black Napkins" – 4:15
  - Frank Zappa — gitarr
  - Napoleon Murphy Brock — saxofon, sång
3. "The Torture Never Stops" – 9:45
  - Frank Zappa — gitarr, bas, keyboards, sång
  - Terry Bozzio — trummor
4. "Ms. Pinky" – 3:40
  - Frank Zappa — gitarr, bas, synth, sång
  - Roy Estrada — sång

Sida två
1. "Find Her Finer" – 4:07
  - Frank Zappa — gitarr, bas, keyboards, synth, sång
  - Ruben Ladron de Guevara – sång
2. "Friendly Little Finger" – 4:17
  - Frank Zappa — gitarr, bas
  - Ruth Underwood — marimba, synth
3. "Wonderful Wino" (Simmons, Zappa) – 3:38
  - Frank Zappa — gitarr, bas, keyboards, sång
  - Terry Bozzio — trummor
4. "Zoot Allures" – 4:12
  - Frank Zappa — gitarr
  - Lu Ann Neil – harpa
5. "Disco Boy" – 5:11
  - Frank Zappa — gitarr, bas, keyboards, synth, sång
  - Sparkie Parker — sång